# Anania perlucidalis
Anania perlucidalis — вид лускокрилих комах родини вогнівок-трав'янок (Crambidae).

## Поширення
Вид поширений на значній частині Європи, за винятком Середземномор'я, Балкан та Ірландії.. Присутній у фауні України.

## Опис
Розмах крил 21–23 мм.

## Спосіб життя
Гусениці живляться різними видами осота, переважно осота овочевого (Cirsium oleraceum).